# Mörtsjön (Los socken, Hälsingland, 682713-146357)
Mörtsjön är en sjö i Ljusdals kommun och Rättviks kommun i Hälsingland och ingår i Ljusnans huvudavrinningsområde. Sjön har en area på 0,155 kvadratkilometer och ligger 337,8 meter över havet.

## Delavrinningsområde
Mörtsjön ingår i det delavrinningsområde (682658-146242) som SMHI kallar för Utloppet av Lillhamrasjön. Medelhöjden är 338 meter över havet och ytan är 13,71 kvadratkilometer. Räknas de 22 avrinningsområdena uppströms in blir den ackumulerade arean 175,2 kvadratkilometer. Håvaån (Kroksjöån) som avvattnar avrinningsområdet har biflödesordning 3, vilket innebär att vattnet flödar genom totalt 3 vattendrag innan det når havet efter 168 kilometer. Avrinningsområdet består mestadels av skog (73 procent). Avrinningsområdet har 1,6 kvadratkilometer vattenytor vilket ger det en sjöprocent på 11,7 procent.